# マリナー6号と7号
マリナー6号と7号（マリナー6ごうと7ごう、Mariner 6 and 7）は、1969年に火星への並行飛行ミッションを初めて行ったマリナー計画の探査機である。
ミッション目的は特に地球外生命の探索に関連する将来の調査の基礎を確立するために、火星に接近通過を行い表面と大気を調査、将来の火星ミッションやその他太陽から遠く離れた長期間ミッションで必要となる技術を開発・実証することである。またマリナー6号は、5日後にマリナー7号が遭遇するプログラミングに有用な経験と情報を提供した。
火星の赤道と南極地方上空を飛行して、リモートセンサーで大気と表面を分析し、数多くの画像を撮影して地球へ送信した。偶然にも、両探査機共に通過したのがクレーターだらけの地域の上空であったため、後に発見される巨大火山であるオリンポス山や赤道付近の巨大なマリネリス峡谷を逃してしまった。それでも、接近撮影された画像は火星表面の約20 %に及び、地球からも長く見える暗い特徴が見られたが、天文学者が見誤った運河は見つからなかった。以前のマリナー4号で撮影されたものより詳しい画像が全部で198枚撮影され、地球へ送信された。両探査機とも、火星の大気圏を調査した。
両探査機による火星への最接近は、1969年8月5日の2,130マイル（3,430 km）であった。
マリナー6・7号に積載された紫外線分光計は、コロラド大学ボルダー校の大気宇宙物理学研究所 (LASP) の製造である。
マリナー6・7号のエンジニアリングモデルが現存し、ジェット推進研究所が所有している。現在は大気宇宙物理学研究所へ貸与され、ロビーに展示されている。
両探査機共に、現在は機能停止して太陽周回軌道にある。

## 探査機搭載機器
マリナー6・7号探査機は全く同一で、対角が138.4 cm、高さ45.7 cmの八角形をしたマグネシウム筐体で構成されている。筐体の上にある円錐形の上部構造には、直径1 mの高利得パラボラアンテナが載っている。筐体の上端の角には、それぞれ 215 × 90 cm の太陽電池パネルが4枚取付けられ、展開して端から端までは5.79 mある。高利得アンテナの隣にある高さ2.23mのマストには、無指向性の低利得アンテナが取り付けられている。八角形の筐体の底面には、科学機器が格納された2軸の走査プラットフォームがある。科学機器全体の質量は57.6 kgであり、探査機全体の高さは3.35 mである。
3基のジャイロ、太陽電池パネル端に取付けられた6基の窒素ガスジェットが2組、カノープス追跡器が1基、主太陽センサーが2基と補助太陽センサーが4基により、探査機は（太陽とカノープスを基準とする）3軸姿勢を保つ。ヒドラジンを推進剤とする推力223 Nのロケットエンジンが筐体内に取り付けられ、4枚の噴流翼付ノズルが八角形筐体側面より飛び出している。4枚で7.7平方メートルの面積がある太陽電池パネルに17,472セルの太陽電池があり、地球付近では800 W、火星では449 Wの電力を供給可能。必要な最大出力は、火星接近時に380 Wである。また、1,200 Whの銀亜鉛蓄電池が予備電力として用いられる。熱の制御は、主区画側面の可変排熱孔で行われる。
通信用回線が3チャンネル用意されていて、チャンネルAは 81⁄3 または 331⁄3 bit/s で技術データに、チャンネルBは 662⁄3 または 270◆bit/s で科学データに、チャンネルCは 16,200 bit/s で科学データに、それぞれ使われる。10Wと20WのSバンド進行波管アンプの送信機が2台と、受信機が1台あり、高利得と低利得のアンテナで通信が行われる。テレビ画像は、容量が1億9500万ビットのアナログテープレコーダーに記録して、後で送信することができる。他の科学データは、デジタルレコーダーへ記録される。中央コンピュータとシーケンサー (CC&S) からなるコマンドシステムは、正確な時刻に特定のイベントを作動出来るようになっている。打上げ前に、標準的なミッションと予備の堅実的なミッションが CC&S にプログラムされたが、飛行中に再プログラムすることも可能である。CC&S は、53個の直接コマンド、5個の制御コマンド、4個の量的コマンドを実行することが可能。